# Saint-Élie
Saint-Élie è un comune francese situato nella Guyana francese, al di fuori di vie di comunicazione: lo si può raggiungere o in elicottero o in piroga.